# Sphaerolichida
Sphaerolichida zijn  een onderorde van mijten binnen de orde Trombidiformes. 

## Taxonomie
De volgende taxa zijn bij de onderorde ingedeeld:
- Superfamilie Lordalychoidea Grandjean, 1939
  - Familie Lordalychidae Grandjean, 1939 (1 geslacht, 16 soorten)
- Superfamilie Sphaerolichoidea Berlese, 1913
  - Familie Sphaerolichidae Berlese, 1913 (1 geslacht, 5 soorten)